# Nikolai Kalàixnikov
Nikolai Kalàixnikov   (Moscou, 11 d'octubre de 1940) és un waterpolista rus, ja retirat, que va competir sota bandera de la Unió Soviètica durant la dècada de 1960.
El 1964 va prendre part en els Jocs Olímpics d'Estiu de Tòquio, on guanyà la medalla de bronze en la competició del waterpolo. A nivell de clubs jugà al Burevestnik de Moscou.